# Roscoe Ates
Roscoe Ates (Grange, 20 januari 1895 – Hollywood, 1 maart 1962) was een Amerikaans acteur.

## Levensloop en carrière
Ates' carrière kende zijn hoogtepunt in de jaren 30. Zijn laatste rol speelde hij in 1961.
Hij overleed in 1962 op 67-jarige leeftijd en is begraven op Forest Lawn Memorial Park (Glendale).

## Beknopte filmografie
- Cimarron (1931)
- The Champ (1931)
- Young Bride (1932)
- Alice in Wonderland (1933)